# معركة بلور هيث
معركة بلور هيث (بالإنجليزية: Battle of Blore Heath)‏ هي واحدة من معارك حرب الوردتين تتميز بكونها أولى المعارك الكبيرة في سلسلة معارك حرب الوردتين. وقعت في 23 سبتمبر من عام 1459م في بلور هيث بستافوردشاير، إنجلترا.